# Championnat de Corée du Sud de baseball 2013
Navigation
2012 2014
La saison 2013 du Championnat de Corée du Sud de baseball de l'Organisation coréenne de baseball est la 32e édition de cette épreuve. La compétition débute le 30 mars avec en match d'ouverture une opposition entre le champion sortant, Samsung Lions, et Doosan Bears. Les trois autres affiches au programme de la journée d'ouverture sont Lotte Giants-LG Twins, SK Wyverns-Hanwha Eagles et Kia Tigers-Nexen Heroes.
Les Samsung Lions remportent le titre en s'imposant 4-3 face au Doosan Bears en série finale.

## Les équipes
| \| Séoul: Doosan Bears Nexen Heroes LG Twins Séoul Hanwha Eagles Kia Tigers Lotte Giants Samsung Lions SK Wyverns \| Localisation des clubs engagés dans le championnat. |
| Séoul: Doosan Bears Nexen Heroes LG Twins Séoul Hanwha Eagles Kia Tigers Lotte Giants Samsung Lions SK Wyverns                                                           |

| Equipe        | Ville    | Stade                    | Capacité |
| ------------- | -------- | ------------------------ | -------- |
| Doosan Bears  | Séoul    | Jamsil Baseball Stadium  | 30 500   |
| Hanwha Eagles | Daejeon  | Daejeon Baseball Stadium | 13 042   |
| Nexen Heroes  | Séoul    | Mokdong Baseball Stadium | 16 165   |
| Kia Tigers    | Gwangju  | Moodeung Stadium         | 15 200   |
| Lotte Giants  | Pusan    | Sajik Baseball Stadium   | 30 543   |
| LG Twins      | Séoul    | Jamsil Baseball Stadium  | 30 500   |
| Samsung Lions | Daegu    | Daegu Baseball Stadium   | 13 941   |
| SK Wyverns    | Incheon  | Munhak Baseball Stadium  | 30 480   |
| NC Dinos      | Changwon | Masan Baseball Stadium   | 14,164   |

## Saison régulière
| Pl. | Équipe        | J   | V  | D  | N | %    |
| --- | ------------- | --- | -- | -- | - | ---- |
| 1   | Samsung Lions | 128 | 75 | 51 | 2 | .595 |
| 2   | LG Twins      | 128 | 74 | 54 | 0 | .578 |
| 3   | Doosan Bears  | 128 | 72 | 54 | 2 | .571 |
| 4   | Nexen Heroes  | 128 | 71 | 54 | 3 | .568 |
| 5   | Lotte Giants  | 128 | 66 | 58 | 4 | .532 |
| 6   | SK Wyverns    | 128 | 62 | 63 | 3 | .496 |
| 7   | NC Dinos      | 128 | 52 | 72 | 4 | .419 |
| 8   | Kia Tigers    | 128 | 51 | 74 | 3 | .408 |
| 9   | Hanwha Eagles | 128 | 42 | 85 | 1 | .331 |

### Séries éliminatoires
Les Doosan Bears s'imposent 3-2 dans la série entre les 3e et 4e de saison régulière face aux Nexen Heroes. Ils remportent ensuite la demi-finale face aux LG Twins 3-1 avant de s'incliner en finale face au leader de saison régulière, les Samsung Lions, 4-3 en Korean Series.